# 喜多源逸
喜多 源逸（きた げんいつ、1883年（明治16年）4月8日 - 1952年（昭和27年）5月21日）は、日本の工業化学者である。京都帝国大学名誉教授。

## 経歴・人物
奈良県生まれ。郡山中学を経て、京都市の第三高等学校（現在の京都大学総合人間学部）卒業後、上京し東京帝国大学工科大学（現在の東京大学大学院工学系研究科・工学部）応用化学科に入学する。1906年（明治39年）に同大学を卒業後は、翌1907年（明治40年）に同大学の講師を経て1908年（明治41年）には同大学の助教授に昇格した。1916年（大正5年）に京都帝国大学（現在の京都大学）に転勤し、同大学の工科大学（現在の京都大学大学院工学研究科・工学部）の助教授として活動し後に研究のため欧米に留学する。その後帰国し1922年（大正11年）から1943年（昭和18年）に定年により退官するまで同大学の教授として活動した。
同大学に勤務中は教鞭を執る傍ら油脂や化学繊維、燃料、ゴム等の多くの資源の研究に携わり、特にビスコースに関係する研究や強力人造繊維製造法、人造石油製造法、アセチレンからの合成ゴム製造に関する研究に携わったことで一躍名を馳せ、農学博士を取得や1939年（昭和14年）には日本化学会会長を務めた。また1930年（昭和5年）には京都大学化学研究所の所長も務め、後に理化学研究所の研究員としても活動した。定年退官後は浪速大学（現在の大阪府立大学）の初代学長や1949年（昭和24年）には再度日本化学会会長を務め、晩年は京都大学燃料化学科の開設や日本化学繊維研究所の創立にも携わり日本学士院の会員ともなった。

## 親族
妻の喜多襄（きた じょう、1883年9月、奈良県生まれ）はヴァイオリニスト、音楽教師。前田喜久蔵の妹。1901年（明治34年）に東京音楽学校本科専修部を卒業し、同校助教授を務めた。

## 著書
- 『油脂化学及試験法』（1932年）
- 『最近工業薬品製造法』（1916年）
- 『有機製造工業化学』（1913年）- 田中芳雄との共著[2]。

## 関連書籍
- 『ノーベル賞の周辺 福井謙一博士と京都大学の自由な学風』（米澤貞次郎、化学同人） 1999年
- 『化学者たちと京都学派 喜多源逸と日本の化学』（古川安、京都大学学術出版会）2017年12月5日発売